# Eric Hobsbawm
Eric Hobsbawm (født 9. juni 1917 i Alexandria, Egypten, død 1. oktober 2012) var en britisk marxistisk historiker. Selv så han sig primært som en 1800-talshistoriker; men hans forståelse for andre århundreder og helt encyklopædiske viden overvældede mange.

## Opvækst
Hobsbawm blev født ind i en jødisk familie bosat i Egypten. Hans engelske far, Leopold Percy Hobsbaum (en stavefejl ændrede sønnens efternavn til Hobsbawm) var købmand og amatørbokser; søn af en møbelsnedker i East End, der var udvandret fra den russiske del af Polen i 1870'erne. Hobsbawms mor, Nelly Grün, var datter af en juvelér fra Wiens middelklasse. Hun mødte Leopold i Egypten i 1913, og giftede sig med ham i det neutrale Schweiz i 1915; men de kunne ikke bosætte sig i sine respektive hjemlande, så længe første verdenskrig pågik. I 1919 flyttede de så til Wien, men fortsatte med at tale engelsk sammen i hjemmet. Hobsbawm havde en to år yngre søster, Nancy. De to søskende blev forældreløse, da først deres far døde af et hjerteinfarkt kun 48 år gammel, da sønnen var 11 år, og deres mor to år senere døde af tuberkulose. Sygesikringen i Wien dækkede hendes lægeregninger, mens Hobsbawm tjente, hvad han kunne, på at give timer i engelsk. Hans moster Gretl og hans farbror Sidney havde giftet sig, og da de to børn nu havde mistet begge forældre, flyttede de til mosteren og farbroren, der boede i Berlin med sønnen Peter. I skolen blev Hobsbawm omtalt som der Engländer, hvad han senere mente, havde beskyttet ham mod udslag af antisemitisme. 
Han gik i det anerkendte Prinz Heinrich Gymnasium. En dag i januar 1933 han kom ud fra S-Bahn-stationen i bydelen Halensee på vej hjem fra skole og så avisforsiden om, at Hitler var ny kansler. På den tid gik Hobsbawm ind i Sozialistischer Schülerbund (= Socialistisk elevforbund), som han anså som del af den kommunistiske bevægelse, og solgte dens hjemmelavede tidsskrift Schulkampf (= Skolekamp). Han opbevarede foreningens duplikator under sengen, og skrev selv de fleste af artiklerne. I slutningen af 1933 blev hans farbror Sidney Hobsbawm sendt tilbage til England af sine arbejdsgivere, og familien flyttede med til London.

## Historiker og kommunist
I London fik Hobsbawm sin ph.d. i historie ved University of Cambridge, inden han sluttede sig til den britiske hær under anden verdenskrig. Han blev indvalgt til "Cambridge-apostlerne", et hemmeligt, intellektuelt selskab med medlemmer som Keynes, Bertrand Russell og Ludwig Wittgenstein; men også de kommunistiske spioner Guy Burgess, Anthony Blunt og John Cairncross.
25. januar 1933 deltog han som 15-årig i den sidste lovlige demonstration i Berlin, før kommunistpartiet blev forbudt, og lederne sat i fængsel. Han var medlem af det britiske kommunistparti til det blev opløst i 1991. Som britisk statsborger tjenestegjorde Hobsbawm i hæren i seks år, men beholdt kommunistpartiet som sit politiske (og måske følelsesmæssige) ankerfæste. Efter opstanden i Ungarn i 1956 brød andre marxistiske historikere med kommunistpartiet; men Hobsbawm blev værende, selv om han var kritisk, og heller ikke udførte noget aktivt arbejde for partiet mere. Aflytning af partiets lokaler røbede, at ledelsen helst havde set, at den besværlige intellektuelle forsvandt. Sidst i 1980'erne bad han om samling omkring Labour, som han altid havde stemt på. Han anbefalede sogar partiet at fjerne sig fra arbejderklassen - hvad han senere fortrød, da han indså, at han derved havde lagt grundlaget for "blairismen". Han kaldte senere Tony Blair for "Thatcher i bukser".
Hobsbawm var præsident ved Birkbeck, universitetet i London, de sidste ti år af sit liv. I 1998 blev han tildelt Order of the Companions of Honour.
Ved sin død blev han hyldet som sin tids mest læste historiker. Hans firebindsværk dækker hele veren fra den industrielle revolution til Berlinmurens fald, og er oversat til mere end 50 sprog.
Han ligger begravet på Highgate-kirkegården i London.